# Semitono
En música, un semitono                        es cada una de las dos partes, iguales o desiguales, en que se divide el intervalo de un tono, y es el menor de los intervalos que se pueden producir entre notas consecutivas de una escala diatónica. Dependiendo del sistema de afinación empleado, equivale aproximada o exactamente a la doceava parte de una octava. Recibe su nombre del hecho de ser aproximadamente (en el temperamento igual, exactamente) igual a la mitad del tono, que es el mayor de estos intervalos entre notas consecutivas de una escala. Es el intervalo musical entre dos teclas adyacentes de cualquier instrumento de teclado (como el piano), o entre dos posiciones consecutivas sobre el mástil de un instrumento de cuerda con trastes (como la guitarra).
A lo largo de la historia, el concepto y la magnitud del semitono se han ido modificando.  Hasta la adopción del temperamento igual, podían encontrarse al mismo tiempo semitonos diferentes en un sistema de afinación dado.

## El semitono en la afinación pitagórica
En la escala diatónica afinada por el sistema de Pitágoras, que se basa exclusivamente en el encadenamiento de quintas de razón 3/2, el semitono existente entre las notas Mi-Fa y Si-Do es relativamente pequeño. Resulta de la diferencia entre el ditono pitagórico (la tercera mayor, por cierto relativamente grande) y la cuarta justa.
Este semitono, llamado diatónico por separar alturas con un nombre de nota distinto (como Mi-Fa), tiene su complementario en el semitono cromático, o semitono existente entre alturas consecutivas con el mismo nombre de nota (como Do-Do#). El semitono cromático no se encuentra en la escala diatónica pero se deduce como la diferencia entre el tono y el semitono diatónico.
Al semitono diatónico se le llama en la terminología pitagórica limma o semitono menor. Al semitono cromático se le llama apotomé o semitono mayor.
El semitono diatónico (limma) se construye mediante el encadenamiento de 5 quintas descendentes (en sentido antihorario) dentro del círculo de Pitágoras:
Así, la limma resulta en {\displaystyle \left({\frac {2}{3}}\right)^{5}\times 2^{3}={\frac {256}{243}}}. Si se calcula como la diferencia entre una cuarta y un ditono, tenemos {\displaystyle {\frac {4}{3}}:{\frac {81}{64}}={\frac {256}{243}}}
El semitono cromático (apotomé) se genera a partir del encadenamiento de 7 quintas ascendentes (en sentido horario) dentro del círculo de Pitágoras:
La expresión del apotomé es {\displaystyle \left({\frac {3}{2}}\right)^{7}:2^{4}={\frac {2187}{2048}}}. Si se calcula como la diferencia entre el tono y el limma, podemos escribir {\displaystyle {\frac {9}{8}}:{\frac {256}{243}}={\frac {2187}{2048}}}.
Los valores en cents para estos semitonos son:
- limma (semitono menor): 90.2 cents;

- apotomé (semitono mayor): 113.7 cents.

## Los semitonos de lajusta entonación
Para evitar la tercera excesivamente grande y algo disonante que constituye el ditono pitagórico, el sistema de afinación justo (a veces conocido como "límite 5") emplea terceras mayores de expresión más sencilla, 5:4, que son una coma sintónica más pequeñas y su sonido es muy dulce y consonante en comparación con el ditono.  A consecuencia de la reducción de las terceras, en este sistema el semitono diatónico aumenta en una coma sintónica.
En el sistema justo, la dimensión de los semitonos cromático y diatónico está invertida respecto a la que tenían en el sistema de Pitágoras. Aquí el semitono cromático es más pequeño que el diatónico, algo opuesto a la forma intuitiva que tienen los cantantes y los instrumentistas de cuerda frotada de realizar estos semitonos. Por ejemplo, si la distancia de si a do (de sensible a tónica, en do mayor) debe ser tradicionalmente pequeña porque es un semitono diatónico, en la justa entonación esta distancia es un semitono "grande".

## Los semitonos de la afinación mesotónica
En la afinación mesotónica mayor, o de un cuarto de coma, las terceras mayores son iguales a las del sistema justo, 5:4, pero la cuarta es un cuarto de coma más grande, lo que produce un semitono diatónico que es también un cuarto de coma mayor que el semitono diatónico justo.
Al calcular el semitono cromático como la diferencia entre el tono y el semitono diatónico, debemos tener en cuenta que el tono mesotónico (intermedio entre los tonos mayor y menor del sistema justo; de ahí su nombre) es ahora media coma más pequeño que el tono grande de 9:8. El semitono cromático resulta entonces tres cuartos de coma más pequeño, igualándose al semitono diatónico. Dado que en el sistema mesotónico todas las quintas (a excepción de la quinta del lobo) son iguales, se igualan también los semitonos diatónico y cromático, formados por 5 y 7 quintas, respectivamente.
Uno de los inconvenientes del sistema justo (tanto el mayor como el menor) es que al sucederse distintos tipos de tono en la escala, cada tonalidad suena algo distinta y hay dos tipos de semitono. Los sistemas mesotónicos no tienen este problema ya que todas las quintas son iguales, siempre y cuando ningún intervalo atraviese la quinta del lobo.

## Buen temperamento
En los instrumentos de teclado afinados con el sistema antiguo (pitagórico) se generaban intervalos inaceptables llamados "intervalos del lobo" (por ejemplo la falsa quinta formada entre sol# y mib) que impedían a los músicos utilizar todas las tonalidades (ver Quinta del lobo). Durante el período barroco, el clasicismo y el romanticismo evolucionaron varios sistemas, llamados en general "buen temperamento", que desafinaban ligeramente varias notas para "repartir" la desafinación del intervalo lobo entre otras teclas.
Johann Sebastian Bach escribió su obra El clave bien temperado con ese tipo de afinación. Hoy en día ha quedado claro que el "buen temperamento" de Bach era alguna variante de los sistemas mesotónicos.

## Temperamento igual
El semitono temperado es igual a la doceava parte exacta de la octava y posee una constante de proporcionalidad geométrica igual a la raíz 12 de 2:
K12 = {\displaystyle {\sqrt[{12}]{2}}} = 1.0594630943592953...
El temperamento igual de doce notas fue diseñado para permitir la ejecución de música en todas las tonalidades con una cantidad exactamente igual de desafinación en cada una, a costa de abandonar la afinación justa o natural de las terceras y conservando unas quintas casi perfectas.
Esto permite un movimiento entre tonalidades que es neutro en cuanto a los intervalos, que se conservan invariables a través de todo el círculo de quintas. En la práctica musical no se consiguió un verdadero temperamento igual hasta cerca de 1870, debido a que todavía no estaban desarrollados los instrumentos matemáticos necesarios, en particular la necesaria cuenta de batimentos para afinar cada una de las quintas.
La quinta resultante de encadenar 7 semitonos temperados es solamente 2 cents menor que la quinta perfecta o pitagórica.
Expresando la constante K12, característica del semitono, con tres decimales, como 1.059, se comete un error de menos de un cent cuando se multiplica una frecuencia dada para subirla un semitono. Sin embargo, el error es más de medio cent, por lo que una mejor aproximación es considerar cuatro decimales y tomar K12 como 1.0595, con lo que el error es de 0.06 cents para multiplicaciones simples. El error se acumula cada vez que se hace esta operación, si se efectúan multiplicaciones encadenadas. Sin embargo, efectuando un encadenamiento de doce semitonos redondeados de esta forma, la diferencia con el intervalo de octava aún es menor de un cent.
El semitono temperado mide exactamente 100 cents. Los semitonos de otros sistemas de afinación dan una medida en cents aparentemente irregular, distinta de 100, pero solo porque el cent utiliza el semitono temperado como referencia y no porque los otros semitonos estén desafinados. Esto pone de manifiesto el carácter salomónico del sistema temperado, ya que el motivo de que sea el más ampliamente usado en el mundo, no es porque su sonido sea más agradable al oído, sino por su gran valor práctico a pesar de que todos sus intervalos difieren de las proporciones naturales, sencillas y consonantes que corresponden a relaciones entre números enteros pequeños, como los sistemas pitagórico y justo. La división de la octava en doce partes iguales (o semitonos temperados) es un compromiso artificial con indudables ventajas y no pocos detractores.
Al mantener un valor único y constante para la razón numérica del semitono se elimina cualquier diferencia entre las tonalidades, a excepción de su altura absoluta. Por otro lado, queda levemente afectada la calidad sonora de los intervalos de quinta y cuarta (ya que las proporciones fijadas por los pitagóricos quedan ligeramente alteradas). Además, están muy desviados de la afinación justa los intervalos de tercera y sexta, pues al ser las quintas casi pitagóricas, estos intervalos formados por encadenamiento de quintas son casi pitagóricos también. Por ejemplo, la tercera mayor se forma encadenando cuatro quintas temperadas y es casi tan grande como el ditono pitagórico que se forma encadenando cuatro quintas justas. La sonoridad algo áspera de los acordes mayores a causa de estas terceras relativamente grandes (cuando se compara con los mismos en afinación justa) es uno de los principales problemas que se achacan al sistema temperado, aunque en el aspecto práctico sean superiores sus ventajas para la morfología de los instrumentos de teclado, los trastes de la guitarra, las llaves de los instrumentos de viento, etc.